# Acaudina demissa
Acaudina demissa is een zeekomkommer uit de familie Caudinidae.
De wetenschappelijke naam van de soort werd in 1901 gepubliceerd door Carel Philip Sluiter.